# Arrondissement de Valence
L'arrondissement de Valence est une division administrative française, située dans le département de la Drôme et la région Auvergne-Rhône-Alpes.

## Composition

### Composition avant 2015
Liste des cantons de l'arrondissement de Valence :
- canton de Bourg-de-Péage ;
- canton de Bourg-lès-Valence ;
- canton de Chabeuil ;
- canton du Grand-Serre ;
- canton de Loriol-sur-Drôme (2 communes) ;
- canton de Portes-lès-Valence ;
- canton de Romans-sur-Isère-1 (et ancien canton de Romans-sur-Isère) ;
- canton de Romans-sur-Isère-2 ;
- canton de Saint-Donat-sur-l'Herbasse ;
- canton de Saint-Jean-en-Royans ;
- canton de Saint-Vallier ;
- canton de Tain-l'Hermitage ;
- Canton de Valence-1 (et ancien canton de Valence) ;
- Canton de Valence-2 ;
- Canton de Valence-3 ;
- Canton de Valence-4.

### Découpage communal depuis 2015
Depuis 2015, le nombre de communes des arrondissements varie chaque année soit du fait du redécoupage cantonal de 2014 qui a conduit à l'ajustement de périmètres de certains arrondissements, soit à la suite de la création de communes nouvelles. Le nombre de communes de l'arrondissement de Valence est ainsi de 123 en 2015, 122 en 2016, 105 en 2017, 102 de 2019 à 2021 et 101 en 2022.
Au 1er janvier 2024, l'arrondissement groupe les 101 communes suivantes :
1. Albon
2. Alixan
3. Andancette
4. Anneyron
5. Arthémonay
6. Barbières
7. Barcelonne
8. Bathernay
9. La Baume-Cornillane
10. La Baume-d'Hostun
11. Beaumont-lès-Valence
12. Beaumont-Monteux
13. Beauregard-Baret
14. Beausemblant
15. Beauvallon
16. Bésayes
17. Bourg-de-Péage
18. Bourg-lès-Valence
19. Bren
20. Chabeuil
21. Le Chalon
22. Chanos-Curson
23. Chantemerle-les-Blés
24. Charmes-sur-l'Herbasse
25. Charpey
26. Châteaudouble
27. Châteauneuf-de-Galaure
28. Châteauneuf-sur-Isère
29. Châtillon-Saint-Jean
30. Chatuzange-le-Goubet
31. Chavannes
32. Claveyson
33. Clérieux
34. Combovin
35. Crépol
36. Crozes-Hermitage
37. Épinouze
38. Érôme
39. Étoile-sur-Rhône
40. Eymeux
41. Fay-le-Clos
42. Génissieux
43. Gervans
44. Geyssans
45. Le Grand-Serre
46. Granges-les-Beaumont
47. Hauterives
48. Hostun
49. Jaillans
50. Lapeyrouse-Mornay
51. Larnage
52. Laveyron
53. Lens-Lestang
54. Malissard
55. Manthes
56. Marches
57. Margès
58. Marsaz
59. Mercurol-Veaunes
60. Montchenu
61. Montéléger
62. Montélier
63. Montmeyran
64. Montmiral
65. Montvendre
66. Moras-en-Valloire
67. Mours-Saint-Eusèbe
68. Ourches
69. Parnans
70. Peyrins
71. Peyrus
72. Ponsas
73. Pont-de-l'Isère
74. Portes-lès-Valence
75. Ratières
76. La Roche-de-Glun
77. Rochefort-Samson
78. Romans-sur-Isère
79. Saint-Avit
80. Saint-Bardoux
81. Saint-Barthélemy-de-Vals
82. Saint-Christophe-et-le-Laris
83. Saint-Donat-sur-l'Herbasse
84. Saint-Jean-de-Galaure
85. Saint-Laurent-d'Onay
86. Saint-Marcel-lès-Valence
87. Saint-Martin-d'Août
88. Saint-Michel-sur-Savasse
89. Saint-Paul-lès-Romans
90. Saint-Rambert-d'Albon
91. Saint-Sorlin-en-Valloire
92. Saint-Uze
93. Saint-Vallier
94. Saint-Vincent-la-Commanderie
95. Serves-sur-Rhône
96. Tain-l'Hermitage
97. Tersanne
98. Triors
99. Upie
100. Valence
101. Valherbasse

## Démographie
En 2022, l'arrondissement comptait 299 411 habitants.
| 1968    | 1975    | 1982    | 1990    | 1999    | 2006    | 2011    | 2016    | 2021    |
| ------- | ------- | ------- | ------- | ------- | ------- | ------- | ------- | ------- |
| 220 501 | 237 030 | 251 090 | 265 680 | 279 345 | 296 941 | 308 450 | 292 921 | 298 095 |

| 2022    | - | - | - | - | - | - | - | - |
| ------- | - | - | - | - | - | - | - | - |
| 299 411 | - | - | - | - | - | - | - | - |